# Антиснифферы
Антиснифферы — работающие в сети передачи данных аппаратные или программные средства, которые помогают распознать снифферы. С помощью сниффера в руках злоумышленника может оказаться конфиденциальная информация, например, имена пользователей и пароли. Одним из средств снижения угрозы сниффинга являются антиснифферы. Принцип работы антисниффера заключается в измерении времени реагирования хостов на сетевые запросы и определении, не приходится ли хостам обрабатывать «лишний» трафик. Антиснифферы не могут полностью ликвидировать угрозу сниффинга, но они очень важны при построении комплексной системы защиты. Однако наиболее эффективной мерой, по мнению ряда специалистов, будет просто сделать работу снифферов бессмысленной. Для этого достаточно защитить передаваемые по каналу связи данные современными методами криптографии. В результате хакер перехватит не сообщение, а зашифрованный текст, то есть непонятную для него последовательность бит. Однако это не поможет сокрыть сам факт передачи информации по сети и наличие канала связи между хостами.

## Программы
- AntiSniff — данная программа определяет машину в сети, которая собирает и анализирует данные (пакеты), для неё не предназначенные. Машина может находиться в таком состоянии по двум причинам — либо она собирает пароли и логины, либо её оператор по каким-то причинам решил проанализировать сетевой трафик. Как правило, в больших сетях, где требуется обеспечение безопасности данных, отслеживание таких машин — в режиме sniff’a — является крайне важным делом.
- PromiScan — является инновационным прикладным программным обеспечением для того, чтобы отдаленно контролировать компьютеры в локальных сетях и определить местонахождение интерфейсов сети, которые незаконно принимают все пакеты. PromiScan обнаруживает снифферы и предупреждает администратора.